# Legerwood Kirk

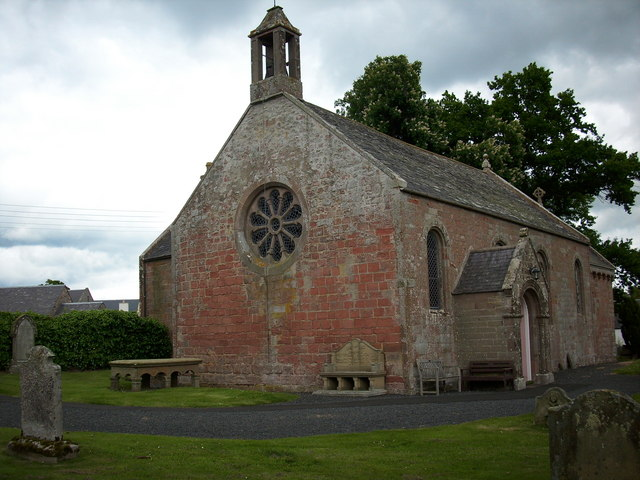
Legerwood Kirk

Legerwood Kirk é uma igreja antiga e histórica da Igreja da Escócia, no antigo condado de Berwickshire, na Escócia. Está situada a 800 metros a leste da aldeia de Legerwood e a 10,5 km a sudeste de Lauder, nas margens escocesas, numa estrada não classificada a leste da rodovia A68. A igreja paroquial de Legerwood serve uma comunidade inteiramente agrícola e há apenas grupos de casas que podem ser consideradas como aldeias.

## História
Havia um estabelecimento religioso em Legerwood desde, pelo menos, 1127 como John, um padre em Ledgaresude, como era conhecido, era uma testemunha de uma carta daquele ano. Walter de Lauder concedeu a igreja aos monges da abadia de Paisley em 1164 e eles mantiveram a igreja e os seus dízimos até a reforma da igreja na Escócia em 1560. Há mais menções a Legerwood em 1296 quando o vigário, Walter, jurou lealdade a Eduardo I em 1296, em Berwick-upon-Tweed. A igreja ainda mantém sua capela normanda original.

## Pastorado
O Reverendo William Calderwood foi pastor em Legerwood de 1655 a 1709, mas foi expulso de seu cargo por 27 anos por sua recusa em se conformar ao Ato de Glasgow - falha em pregar com o livro de orações episcopal, conforme defendido pelos reis de Stuart em Londres: Carlos I e Carlos II. William Calderwood morreu em 1709. Em 1684, a congregação de Legerwood foi purificada por comparecer a cultos dissidentes. O presbitério dos pastores não foi construído até 1812.

## Leitura complementar
- As Fronteiras Livro, editado por Donald Omand. ISBN 978-1-874744-50-4